# Papa-taoca-do-tapajós
Papa-taoca-do-tapajós (nome científico: Pyriglena similis) é uma espécie de ave que pertence à família dos tamnofilídeos.
Seu nome popular em língua inglesa é "Tapajos fire-eye".